# Carolin Wiedenbröker
Carolin Wiedenbröker (* 1988 in Ost-Berlin) ist eine deutsche Schauspielerin.

## Leben
Carolin Wiedenbröker wurde in Berlin geboren und studierte von 2011 bis 2016 an der Filmuniversität Babelsberg Konrad Wolf Schauspiel. Sie hatte seit den frühen 2010er Jahren Auftritte an verschiedenen Theatern, dazu zählen unter anderem das Schlossplatztheater Köpenick, das Maxim Gorki Theater Berlin, das Hans Otto Theater Potsdam, das Thalia Theater Hamburg, das Schauspiel Stuttgart oder das Volkstheater Rostock. Im Rahmen der Doppelpass-Förderung der Kulturstiftung des Bundes kooperierte sie zwischen 2019 und 2022 mit dem Kosmos Theater Wien und dem Theater Chemnitz. Carolin Wiedenbröker stand für den SWR-Spielfilm Spätwerk und die amerikanische Fernsehserie Counterpart, die vom Sender Starz ausgestrahlt wurde, vor der Kamera.

## Filmografie
- 2015: Und ich so: Äh!
- 2018: Spätwerk
- 2018–2019: Counterpart
- 2021: In aller Freundschaft – Die jungen Ärzte (Folge: Kampfgeist)
- 2024: Die geschützten Männer
- 2024: SOKO Hamburg (Folge: Die Stadt schläft)